# Life for the Taking
Life for the Taking es el segundo álbum de estudio del músico estadounidense Eddie Money, publicado en enero de 1979 por Columbia Records. Incluye los sencillos "Can't Keep A Good Man Down" y "Maybe I'm A Fool".

## Lista de canciones

### Lado A
1. "Life For The Taking" (Eddie Money) – 4:45
2. "Can't Keep A Good Man Down" (Money; Dan Alexander; Chris Solberg) – 3:37
3. "Nightmare" (Money; James Lyon) – 4:22
4. "Gimme Some Water" (Money) – 3:38
5. "Rock And Roll The Place" (Money; Lyon) – 3:04

### Lado B
1. "Maybe I'm A Fool" (Money; Lloyd Chiate; Lee Garrett; Robert Taylor) – 3:04
2. "Love The Way You Love Me" (Money; Steve Howard) – 3:37
3. "Maureen" (Money; Ernie Makaway; Chiate; Solberg) – 3:35
4. "Nobody" (Money; Lyon) – 4:40
5. "Call On Me" (Jeremy Storch; Money) – 6:01

## Sencillos
- "Can't Keep A Good Man Down" (1979) #63 EE. UU.
- "Maybe I'm A Fool" (1979) #22 EE. UU.